# تصرف رم
تصرف رم ( ایتالیایی: Presa di Roma   درتاریخ ۲۰سپتامبر ۱۸۷۰ واقعه اصلی وحدت ایتالیا بود که هم مغلوب اصلی کشورهای پاپ زیر نظر رهبری پاپ پیوس نهم و هم وحدت شبه جزیره ایتالیا (به غیر از سن مارینو ) زیر نظر پادشاهی ایتالیا را نشان داد.
تصرف نمودن رم توسط ارتش ایتالیا به کشورهای پاپ که از سال ۷۵۶ موجود بودند و قدرت دنیوی مقدّس انتها پیدا نمود و منجر به پایه گذاری رم به عنوان پایتخت ایتالیای متفق گردید. اکنون به شکل بزرگی در کل ایتالیا با اسم خیابان ستمبر ایکس ایکس در تعداد قابل چشمگیری از محله ها محترم داشته می شود.

## زمینه

پادشاهی ایتالیا به رنگ(آسمانی نیلگون) و کشورهای پاپ به رنگ (بنفش) در روز های نخستین سال ۱۸۷۰

در طول جنگ دوم خودمختاری ایتالیا ، مقدار زیادی از شهر های پاپ توسط پادشاهی ساردنی تحت دستور ویتوریو امانوئله دوم ، که با گزارش دادن پادشاهی ایتالیا در تاریخ ۱۷مارس ۱۸۶۱ پادشاه ایتالیا شد  تسخیر شده بود. حکومت هنوز لاتیوم ، ناحیه دربرگیرنده رم، که قسمتی از شهر های پاپ باقی مانده بود، و ونتو ، که توسط امپراتوری اتریش به عنوان زمین تاج پادشاهی مدیریت می شد و تنها در سال ۱۸۶۶، بعد از جنگ سوم خودمختاری، ملحق شده بود، ملحق ننموده بود. 
نخستین نخست وزیر ایتالیا، کامیلو بنسو ،  بی وقفه بعداز گزارش دادن وحدت ملی ایتالیا فوت کرد و حل مشکل های پیچ در پیچ ونیزی و رومی را به جایگزین های خود اعطا نمود. کاوور قاطعانه بر این باور بود که بدون رم به عنوان پایتخت، وحدت ایتالیا معیوب خواهد بود. بتینو ریکاسولی ، جایگزین او، این گونه سخن گفت: «رفتن به رم، فقط یک حق نمی باشد، چون یک ضرورت دوری ناپذیر می باشد». در خصوصو با روابط آینده میان کلیسا و حکومت، جمله مشهور کاور اینگونه بود: «یک کلیسای مستقل در یک حکومت آزاد». ملحوظ او اینگونه بود که نخستین باید کاملاً در اجرای قدرت باطنی خود مستقل باشد و سیاست را کاملاً به دومی اعطا نماید.
در تاریخ ۲۷مارس ۱۸۶۱، مجلس نوین ایتالیا درشهر تورین ایجاد شد و سرانجام رم را پایتخت ایتالیا اعلام نمود.  با این شرایط موجود، حکومت ایتالیا این توانایی لازم را نداشت که صندلی خود را در رم تصرف نماید چون این قلمرو تحت کنترلش نبود.  همچنین، یک سربازخانه فرانسوی توسط امپراتور ناپلئون سوم در پشتیبانی از پاپ پیوس نهم، که قاطع بود قدرت دنیوی در حکومت کلیسا را انتقال ندهد، در شهر محافظت می‌شد.

### تهاجم فرانسه و پروس
در ژوئیه ۱۸۷۰، تهاجم فرانسه و پروس شروع شد و در روز های نخست ماه اوت، ناپلئون سوم سرباز خانه خودش را از رم صدا زد.  فرانسوی ها نه تنها برای دفاع از وطن خود به نیروها نیازمند بودند، چون آشفته بودند که ایتالیا از حضور فرانسه در رم به عنوان تمسکی برای اضافه شدن به نبرد بر ضد فرانسه استفاده کند. در تهاجم اتریش و پروس در سال ۱۸۶۶، ایتالیا با پروس هم پیمان شد و فکر های مردمی ایتالیا در شروع جنگ فرانسه و پروس از سمت  پروس پشتیبانی نمود.  حذف کردن سربازخانه فرانسوی به ایتالیا این  اجازه را داد که بی طرف بماند و تنش میان فرانسه و ایتالیا را کم کند.
تنها بعد از تحویل ناپلئون و ارتشش در جدال سدان بود که وضعیت به شدت دگرگون گردید. امپراتور فرانسه منفصل گردید و مجبور به نفی بلد شد. عالی ترین واحدهای فرانسوی توسط پروسها بازداشت شده بودند که به سرعت پیروزی خود را در سدان با استراتژی به پاریس دنبال نمودند. حکومت ناپیدار جمهوری نوین فرانسه در رویارویی با نیاز بسیار به دفاع از پایتخت خود با نیروهای بازمانده، پنهانی در موقعیت نظامی برای تلافی نمودن برضد ایتالیا نبود. در هر شکل، حکومت جمهوری به منازل کمتر از امپراتوری نسبت به مقر مقدس شفیق بود و خواست سیاسی برای پاسبانی از موقعیت پاپ را نداشت. 

## مقدمه

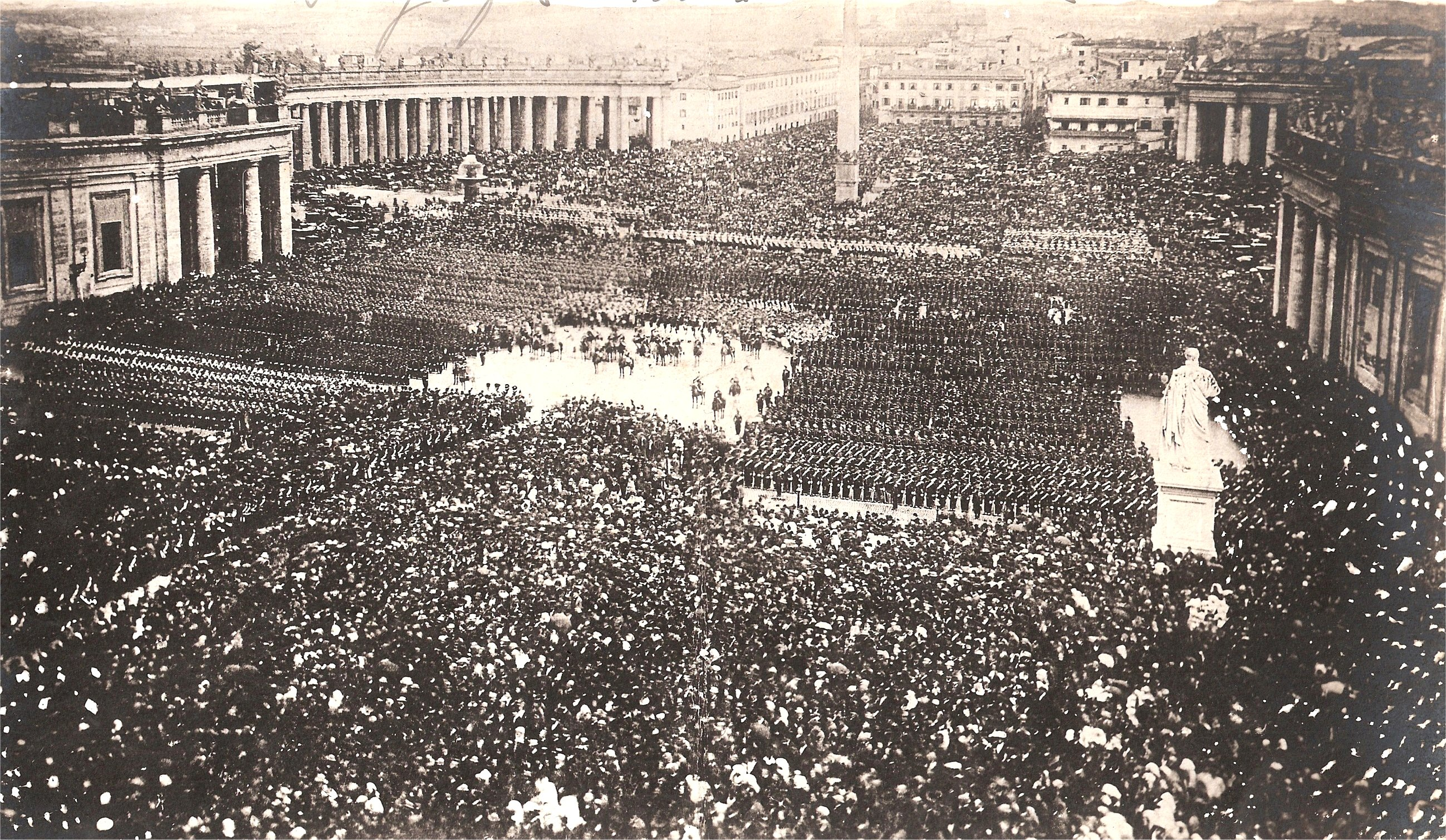
پاپ پیوس نهم برای بار بار آخر، در میدان سنت پیتر ، در تاریخ ۲۵ آوریل ۱۸۷۰، سرباز های خود را برکت می دهد.

در روز های نخست سپتامبر ۱۸۷۰، سلطان ویتوریو امانوئله دوم ، کنت گوستاوو پونزا دی سان مارتینو را پیش پاپ پیوس نهم ارسال نمود و توصیه ای برای محفوظ نمودن صورت عرضه نمودکه با ورود صلح جویانه ارتش ایتالیا به رم، زیر حمایت از پاپ توافق کرد.  همراه با این رقیمه، پونزا لیستی از محتوای نخست وزیر ایتالیا ، جووانی لانزا را همراه داشت که ۱۰ ماده را به عنوان اساس توافق میان ایتالیا و مقر مقدس تعیین می نمود. 
پاپ تخطی از فرمانروایی و تفویضات خود را محفوظ می ند.  شهر لئونین "تحت شایستگی و فرمانروایی مجموع پاپ" می ماند.  حکومت ایتالیا آزادی پاپ برای ساماندهی ارتباط با جهان کاتولیک و همچنین مصون بودن دیپلماتیک را هم برای راهبه‌ها و سفیران پاپ در زمین های خارجی و هم برای سیاستمدار های خارجی در مقر مقدس ضمانت می‌کند.  حکومت یک صندوق همیشگی سالانه برای پاپ و کاردینال‌ها، برابر با مبلغی که در حال حاضر توسط بودجه دولت پاپی به آنها اختصاص داده می‌شود، تأمین می‌کند و تمام کارمندان و سربازان پاپ را با حقوق و دستمزد کامل در فهرست حقوق و دستمزد دولت به عهده می‌گیرد. حقوق بازنشستگی تا زمانی که ایتالیایی بودند. 
پیشواز پاپ از سن مارتینو در تاریخ ۱۰ سپتامبر ۱۸۷۰ غیر محبت آمیز بود. پیوس نهم اجازه نمود تا سرکشی های قهر آمیز از او فرار نماید. رقیمه پادشاه را روی میز انداخت و با صدای بلند گفت: "وفاداری عالی! او احیانا به رقیمه های نظیری که از شاه رسیده بود اشاره می نمود. بعداز آن که آرام تر گردید، با صدای بلند گفت: "من نه رسولی هستم و نه فرزند رسولی، ولی من به شما این گونه می گویم که هیچ گاه وارد روم نخواهید شد! سان مارتینو آنقدر ناراحت بود که روز بعد آنجا را ترک کرد.
پونزا بعدها لانزا را از امتناع پاپ از اولتیماتوم باخبر کرد.  روز بعد، درتاریخ ۱۱ سپتامبر، سرباز های ایتالیایی به پیشوایی سپهبد رافائله کادورنا با اهداف تصاحب نمودن رم به شهر های پاپ رفتند و شهر بندری چیویتاوکیا را در تاریخ ۱۶ سپتامبر تسخیر کردند.  سربازخانه پاپ از ارویه تو ، ویتربو ، آلاتری ، فروزینونه و نظایر برج های پایدار در لاتیوم پسروی نموده بودند. تحت دستور های حکومت ایتالیا، که همچنان براین باور بود از تسخیر پایتخت به اجبار خودداری نماید، کادورنا در همان روز انتهایی ترین خواهش را برای تسلیم آشتی جویانه رم به حکومت پاپ ارسال کرد.  در نامه ای عتاب به سپهبدهرمان کانزلر ، فرمانده نیروهای پاپ در رم، او بر «قدرت نیروهای درگیر در تهاجم در برابر با نیروهای دفاعی» تأکید نمود و بار دیگر این خواهش را تکرار نمود که ارتش پاپ مقصودی نداد. پایداری.  کانزلر سرپیچی نمود و به کادورنا جواب داد که او و حکومت ایتالیا، "در برابر پروردگار و در مقابل دادگاه تاریخ" موظف هر گونه مرگ و میر ناشی از تهاجم خواهند بود. 

## تسخیر رم

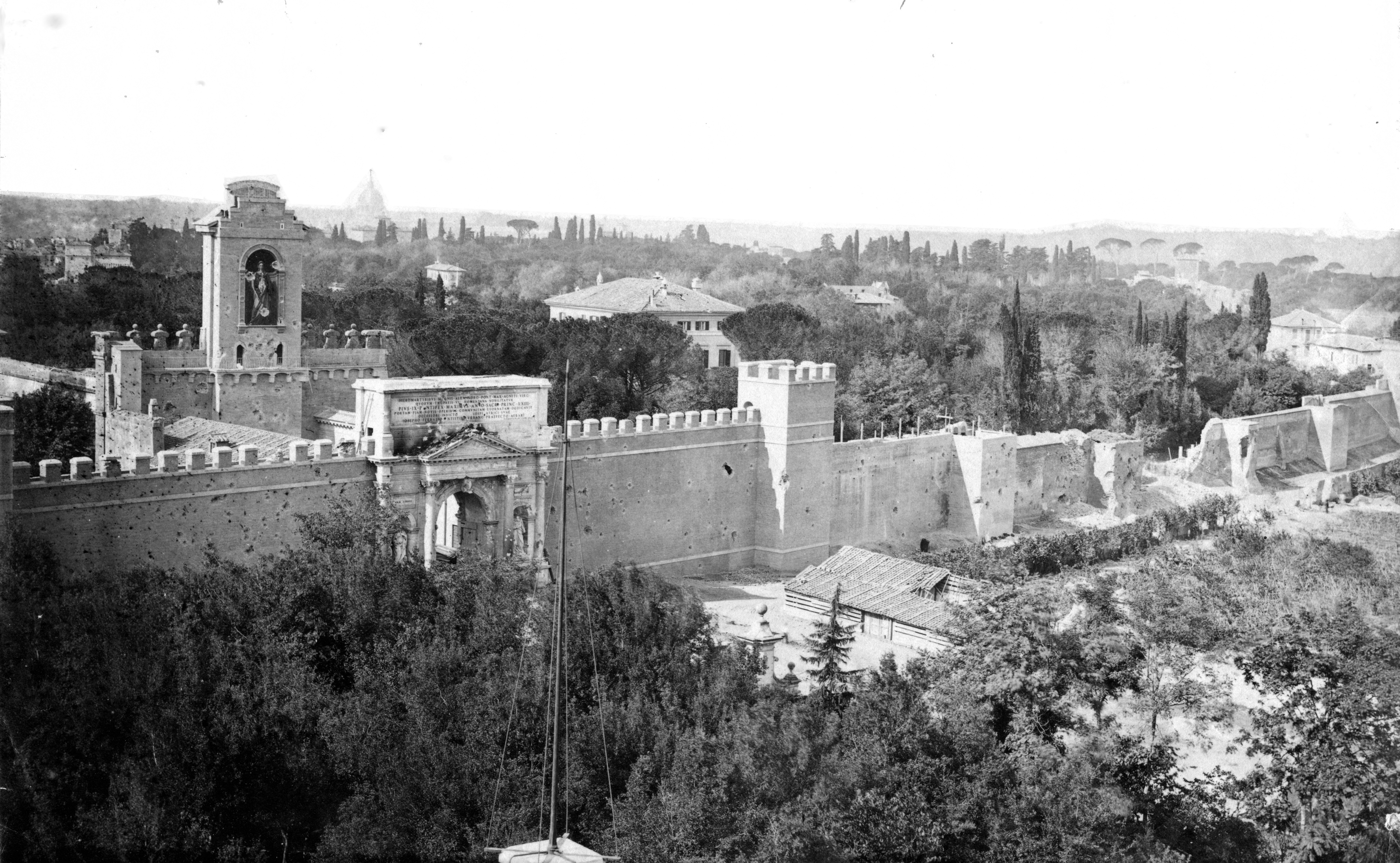
سوراخ بر دیوارهای اورلیان (سمت راست)، در حومه پورتا پیا (سمت چپ)، باز شده توسط آتش توپخانه ایتالیایی در طول تسخیر رم، در یک عکس معاصر

در روز ۱۸سپتامبر، وزیر تهاجم ها، سزار ریکوتی-مگنانی، اعلان تهاجم به رم را به کادورنا داد، ولی خبر داد که شهر لئونین ، که برای پاپ مصون می باشد، باید در موصون باشد، و در عین حال به مدارا نمودن با آنان سفارش کرد.  نقشه تهاجم به شکل مجموع به او اعطا گردید.  زمانیکه که ارتش ایتالیا به دیوارهای اورلیان که از شهر دفاع می نمود هم جوار شد، نیروی پاپ به پیشوایی سپهبد کانزلر سازمان یافته از نگهبان های سوئیس و پاپ زواووس — راغبانی از فرانسه، اتریش، هلند، اسپانیا و دیگر کشورها بود. — در کل ۱۳,۱۵۷ پشتیبان در مقابل ۵۰,۰۰۰ ایتالیایی. کنسول آمریکا در رم، میتلند آرمسترانگ ، جمعیت مردمی را به عنوان خواهشی به دفاع نمودن از دولت پاپ شرح داد و تنها دویست نفر در کل شهر به دعوت پاپ برای داوطلبان پاسخ دادند. 
ارتش ایتالیا در روز ۱۹ سپتامبر به دیوارهای اورلیان رسید و رم را احاطه کرد. پیوس نهم این تصمیم را داشت که تحویل شهر تنها بعد از اینکه سرباز هایش پایداری مطلوب از خود نشان دهند تا برملا شود که تصاحب ایتالیا از راه اجبار کسب شده است و مستقل قبول نگردیده، تحویل داده می شود.  در ساعت ۵ صبح روز ۲۰ سپتامبر، نیروهای ایتالیایی آغاز به پرتاب کردن توپ به دیوارهای شهر نمودند.  کادورنا فرماندهی خط تهاجم مهم عهده دار بود، در حالی که سرباز ها در آن طرف شهر که وظیفه تشکیل گیج نمودن ارتش را عهده دار بودند، توسط سپهبد نینو بیکسیو پیشوایی می گردید.  بعد از طی کردن چند ساعت ارتش ایتالیا دیوارهای اورلیان را در حومه پورتا پیا نابود و متلاشی کرده بود، محلی که جوخه ها به رم وازگون شدند.  ۴۹ سرباز ایتالیایی و ۱۹ سرباز پاپ در تهاجم جانشان را از دست دادند.  طبق رقم های کمی گوناگون در تاریخ ارتش واتیکان در سال ۲۰۱۱، محافظت نمودن از رم به دور از ریختن خون بود و ۱۲ کشته و ۴۷ مجروح در بین سرباز های پاپ و ۳۲ کشته به علاوه ۱۴۵ مجروح از سرباز های عادی ایتالیا بر جای گذاشت.
در ساعت ۶ صبح، یک ساعت بعد از آغاز تهاجم، مسئول خارجی همانند سفیران فرانسه، اتریش-مجارستان و پروس برای دیدن کردن با پاپ وارد واتیکان شدند.  پیوس، گروه پشتیبانش، و هیئت سیاسی سپس در کتابخانه او گرد هم آمدند، مکانی که نزدیک ساعت ۹ صبح،  او خبر بازگشایی سوراخ در حومه پورتا پیا را از رئیس ستاد کانزلر کسب کرد.  کمی بعد از آن، شرایط قانون عهدنامه تسلیم شدن توسط کادورنا عرضه گردید و توسط کانزلر در ویلا آلبانی امضا شد،  که به موجب آن کل رم، به جز شهر لئونین، زیر نظر و تحت نفوذ ارتش پادشاهی ایتالیا واقع شدند.  یک پرچم سفید از گنبد کلیسای سنت پیتر برپا گردید،  و سربازهای پاپ مغلوب شده توسط سرباز های ایتالیایی به میدان سنت پیتر بدرقه شدند. 

## عواقب

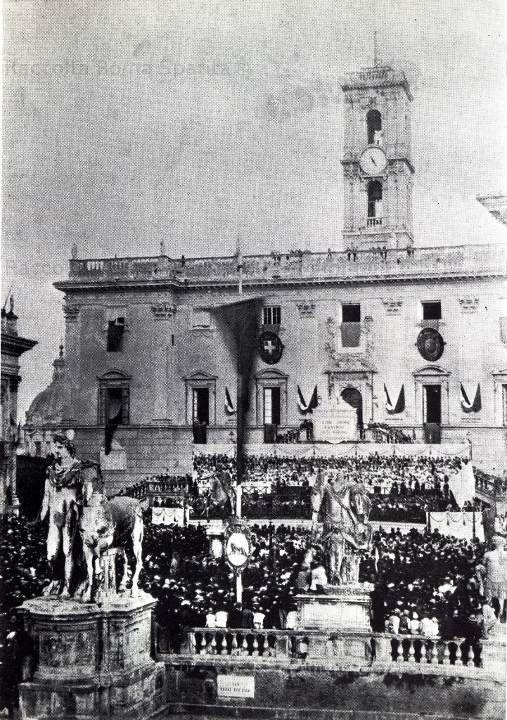
جشن خارج از کاخ سناتوری ، در سال ۱۸۷۱، از همه پرسی رومی در ۲ اکتبر ۱۸۷۰، که ضمیمه شدن شهر به ایتالیا را تایید کرد.

به عنوان قسمتی از شرایط استرداد، ارتش پاپ متلاشی گردید و سرباز های خارجی آن بی وقفه به کشور برگردانده شدند.  پاپ این اجازه را داشت تا واحدهای نگهبانان سوئیس، نجیب و پالاتین را محفوظ نماید.  در حالی که بیشتر ارتش پاپ از کار بیرون رفتند، یک روز بعد از تهاجم، واخواهی ها بر ضد پیوس در شهر لئونین برگزار شد. 